# Ildeberto di Lavardin
Ildeberto (in latino Hildebertus Cenomanensis o Lavardinensis; Lavardin, 1056 – Tours, 18 dicembre 1133) è stato un arcivescovo cattolico e poeta francese.

## Biografia
Ildeberto nacque nel 1056 a Lavardin, un comune francese situato sulla Loira, nel territorio di Vendôme. Sebbene fosse di origini modeste, poté studiare nelle scuole episcopali di Angers, di Tours e di Le Mans. Ebbe come precettore Berengario di Tours (alla cui memoria dedicò uno dei suoi più celebri Carmina minora) e si distinse per le sue spiccate qualità letterarie, che gli consentirono una brillante carriera ecclesiastica.
Nel 1085 divenne direttore della scuola cattedrale di Le Mans, nel 1091 venne nominato arcidiacono e nel 1096 successe ad Hoello (1082-1096) al seggio vescovile della stessa città.
Una volta eletto, Ildeberto si trovò implicato negli eventi politici che coinvolsero la città di Le Mans. Fin dalla metà dell’XI secolo i vescovi di Le Mans avevano appoggiato ora i sostenitori della politica angioina, ora i sostenitori della politica normanna. Il predecessore di Ildeberto, Hoello, aveva sostenuto inizialmente il duca di Normandia, per poi abbandonarlo e stringere rapporti di amicizia con il conte della Maine. Ildeberto, dopo i primi contrasti, continuò questa politica di collaborazione con il conte della Maine e, quando questi si trovò in contrasto con Guglielmo II, dovette affrontare gravi conseguenze per il suo orientamento.
Da quando, nel 1063, la Maine era passata sotto l’influenza del ducato di Normandia, gli Angioni avevano continuamente tentato di riconquistare il predominio perduto cercando di sollevare continuamente pretendenti all’investitura della contea. Nel 1098 la città di Le Mans era al centro della contesa: il conte della Maine se ne impossessò, ma la guarnigione normanna resistette fino all’arrivo del re d’Inghilterra, che riuscì a ristabilire le sorti in suo favore. Ildeberto, che aveva favorito apertamente il conte della Maine, fu accusato di tradimento e, nel 1099, venne condotto in Inghilterra da Guglielmo II, perché desse spiegazioni in merito al suo comportamento e dimostrasse la sua innocenza. Questo provvedimento di confino si prolungò a causa della morte del sovrano (e, quindi, della naturale pausa che segue ad ogni mutamento negli affari politici).
Lasciata l’Inghilterra, Ildeberto fece un viaggio a Roma tra la fine del 1100 e la prima metà del 1101 per chiedere al papa di poter essere dispensato dal suo ufficio: Pasquale II non acconsentì e lo confermò nel suo ruolo episcopale. Lo spettacolo delle rovine di Roma antica e la maestà della Sede Apostolica lo spinsero a comporre due elegie De Roma: una sulla Roma pagana del passato e l’altra sulla Roma cristiana del presente.
Una volta tornato nella sua diocesi, si occupò della ricostruzione della cattedrale di Le Mans (che fu consacrata nell’aprile del 1120) e della sede del vescovado, facendo erigere anche altri splendidi palazzi che abbellirono notevolmente la città. Egli fu sempre vicino alla curia di Roma e alla figura di Bernardo di Chiaravalle e si impegnò nella lotta contro abusi quali la simonia e il nicolaismo, pur sempre mantenendo una posizione moderata sul tema della riforma gregoriana e dei rapporti tra la fede e la tradizione classica.
Nel 1112 fu imprigionato illegalmente a Nogent-le-Rotrou; mentre nel 1116, quando si accingeva a compiere il suo secondo viaggio a Roma, permise incautamente ad Enrico di Losanna, un seguace di Pierre de Bruys appartenente ad una corrente di riformatori della povertà e della purezza della Chiesa, di predicare nella sua diocesi. I feroci attacchi di Enrico verso il lusso sfrenato della curia vescovile di Le Mans attirarono una folla di mendicanti e diseredati contro Ildeberto che, con molte difficoltà, dovette riportare all’ordine sia il clero che il popolo.
Nel 1123 poté recarsi nuovamente a Roma, dove probabilmente presenziò al Concilio Lateranense. Nel 1125, ormai anziano e contro la sua volontà, fu nominato arcivescovo di Tours.
Morì a Tours il 18 dicembre del 1133, all’età di settantasette anni, e fu sepolto nella sua cattedrale.

## Attività letteraria
Ildeberto è stato uno degli esponenti di quella che Henning Brinkmann ha identificato come “scuola di Angers”, che fiorì tra la fine dell’XI e l’inizio del XII secolo in Francia e di cui fecero parte anche Marbodo di Rennes e Balderico di Bourgueil. Essa rappresentò la continuazione della tradizione precedente e ne riprese in buona parte i temi e lo spirito, ma si distinse per un tono più vivo e vibrante e, soprattutto, per una più aperta concezione della vita (anche presso poeti che pur erano ecclesiastici e vescovi).
Grazie alla sua posizione di eminente prelato, Ildeberto esercitava un’influenza molto notevole nella vita del tempo e, in ambito letterario, possedeva un gusto squisito sia per le composizioni in prosa, sia per quelle in poesia. Ebbe il culto della forma elegante, di tipo classico (il suo modello prediletto, ma non esclusivo, fu Ovidio), ma fu sempre sostenuto da un vivo e profondo sentimento cristiano. Veniva chiamato “il secondo Omero” oppure “il divino Ildeberto”.

## Opere

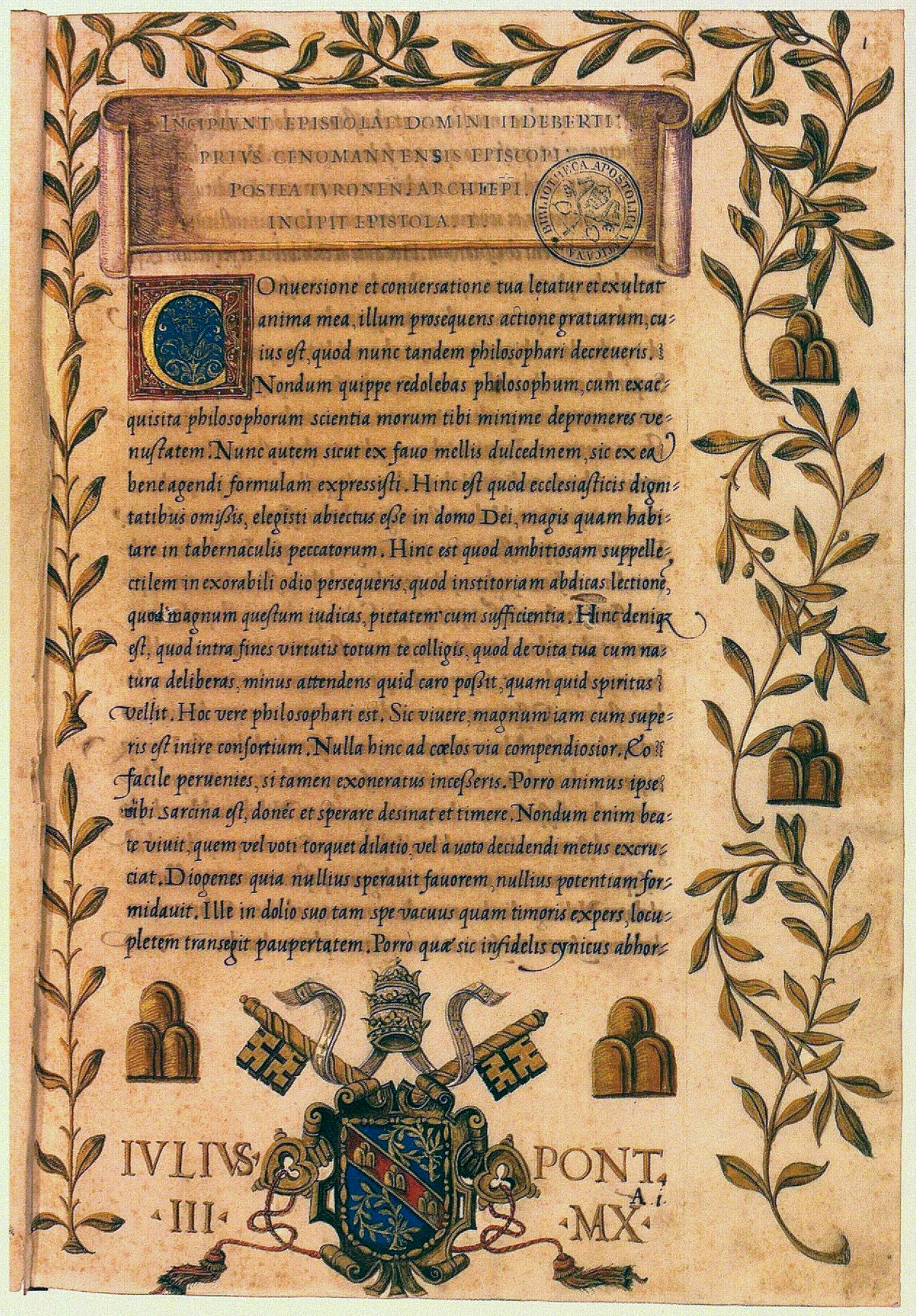

La fama di cui Ildeberto godé già in vita gli causò, dopo la sua morte, una serie di false attribuzioni di testi di vario genere. Giovanni Orlandi evidenzia la complessità del compito di sceverare l’autentico tra la gran selva dei componimenti, specie se brevi, tramandati in centinaia di codici miscellanei e di florilegi. L’opera del grande autore, infatti, è spesso trascritta come anonima e, quindi, frammischiata sotto falso nome a pezzi altrui (questo accade soprattutto per i testi poetici di breve estensione che, per loro natura, si prestano a tali confusioni). D’altra parte, la perfezione linguistica e metrica di alcune sue poesie indusse vari editori, anche in età moderna, a negargliele per includerle in raccolte di testi antichi.
Il canone delle sue opere, amplissimo nell’edizione settecentesca e in quelle ottocentesche, si è andato assestando nel XX secolo. Tuttavia, alcuni scritti di Ildeberto rimangono tutt’ora al centro del dibattito critico e filologico.

### Opere in prosa

#### Epistolae
L’epistolario di Ildeberto consta di poco più di 100 lettere, divise in 3 libri, di cui curò egli stesso una raccolta prima di morire. Le lettere hanno argomenti e destinatari quanto mai eterogenei e ci forniscono un ritratto della sua personalità e uno spaccato molto ricco del suo tempo (sono un documento di vita vissuta, nessuna fu scritta per puro passatempo letterario). Sono epistole scritte in qualità di pastore di anime (e allora affrontano crisi esistenziali di monaci, problemi liturgici, vendita di cariche, oppure promettono aiuto materiale o forniscono conforto spirituale), ma anche di vescovo (e allora sono lettere ufficiali a principi e sovrani, come il re d’Inghilterra, o ad altri vescovi). Non mancano lettere scritte con tono di rispetto e ossequio a molte dame, a cui, a seconda dei casi, offre consigli, avanza richieste o esprime sentimenti di simpatia, di affetto e di amicizia. Sappiamo che le sue epistole furono proposte come modello nelle scuole.

#### Sermones
Data la grande fama di cui godette l’Ildeberto prosatore, i Sermoni videro moltiplicarsi il fenomeno degli apocrifi. Beaugendre (curatore settecentesco dell'editio princeps delle opere di Ildeberto) ne raccoglie 41, mentre la critica novecentesca (e, in particolare, lo studio della tradizione manoscritta di André Wilmart) ne ha riconosciuti come autentici solo 9.

### Opere poetiche

#### Carmina minora
All’interno della ricca e varia produzione letteraria che caratterizza Ildeberto, spiccano i circa 60 Carmina minora che comprendono alcune fra le sue liriche più belle e raffinate. Esse riflettono pienamente la cultura, il gusto, l’abilità retorica e versificatoria dell’autore, ma anche della cerchia dei grandi letterati dell’XI-XII secolo della valle della Loira (tra i quali erano frequentissimi gli scambi epistolari, l’invio di brevi componimenti poetici, le rielaborazioni e le riscritture classicheggianti). Le caratteristiche di questo ambiente e la grande fama di Ildeberto hanno fatto sì che sotto il suo nome ci siano giunti innumerevoli brevi composizioni, accumulatesi nel corso dei secoli, attestate in un numero ristretto di raccolte e, più frequentemente, tramandate a gruppi piccoli (quattro o cinque testi) o minimi (due testi) o, addirittura, isolate entro codici miscellanei (e quindi frammischiate a componimenti anonimi o di altri autori).
Per i Carmina minora un “canone” di composizioni molto probabilmente autentiche è stato fissato nel 1969 da Alexander Brian Scott nella sua edizione critica. Lo studioso ha operato una drastica scrematura della miriade di poesie brevi accolte nell’edizione settecentesca di Beaugendre e in quelle ottocentesche di Bourassé e di Barthélemy Hauréau e, seguendo la via indicata da André Wilmart nel saggio del 1936, ha pubblicato soltanto le composizioni che si leggono nelle raccolte maggiori del XII secolo (dando fiducia soprattutto ai codici in cui i carmi attribuiti a Ildeberto erano presentati insieme, in numero alto e in serie continue), per un totale di 57 componimenti autentici (oltre ad altri 5 testi pubblicati in appendice, sui quali però gravano dubbi interpretativi). Scott ha ridotto il numero dei testimoni utilizzati per la sua edizione a soli 19 manoscritti che riteneva particolarmente importanti e significativi e che possono essere divisi in due famiglie (α e ϕ), facenti capo a due differenti stadi redazionali dei testi (entrambi risalenti a Ildeberto). Secondo Scott la famiglia α (cui appartengono 5 manoscritti) presenterebbe una redazione più antica di ϕ, di cui fanno parte tutti gli altri codici. Ci sono poi 270 manoscritti ritenuti non importanti per l’edizione, dal momento che ciascuno di essi trasmette pochi componimenti, in florilegi comprendenti spesso opere di molti altri autori. Riguardo a questi manoscritti esclusi, l’editore affermò che essi avevano tutti le lezioni tipiche della famiglia lui ϕ.
Alla pubblicazione dell’edizione di Scott seguì un ampio dibattito critico e filologico. In particolare Jan Öberg dissentì dalla ricostruzione di Scott, proponendo un’inversione cronologica delle due famiglie di codici: per lui ϕ è più antica di α ed è l’unica redazione autentica (mentre α sarebbe una rielaborazione operata da qualcun altro in un secondo tempo). Giovanni Orlandi ha sottoscritto l’ipotesi dell’inversione cronologica, ma ha ribadito che entrambe le redazioni risalgono ad Ildeberto, dimostrando come lo stadio redazionale di α sia contraddistinto da un perfezionamento compositivo e stilistico più raffinato del precedente ϕ. Un’ipotesi diversa è stata formulata da Grazia Sommariva, secondo cui α costituirebbe la redazione più classicheggiante e rappresenterebbe lo stadio più antico, caratterizzato da una imitazione pedissequa. Un ultimo contributo è rintracciabile negli studi di Roberto Angelini, che, prendendo in considerazione 6 codici esclusi dall’allestimento dell’edizione di Scott, ha messo in luce il fatto che le lezioni esibite dai codici appartenevano quasi esclusivamente al gruppo α (e non al gruppo ϕ, come aveva affermato Scott). Per questo motivo, Angelini ha messo in dubbio che Scott abbia effettivamente guardato i codici che ha escluso dall’allestimento della sua edizione critica. È sempre Angelini a definire la questione su Ildeberto come “ferma in un'impasse”, in quanto l’edizione critica attualmente disponibile non si è dimostrata sufficientemente affidabile per concludere il dibattito iniziato più di un secolo fa. Per Angelini la ricognizione dei dati offerti dalla tradizione manoscritta potrebbe essere ampliata con l’estensione dell’indagine ai testimoni che Scott non ha preso in considerazione (pur riconoscendo la scarsa affidabilità della tradizione manoscritta per stabilire la paternità dei componimenti ildebertiani). Perché lo studio sui carmi del vescovo proceda, lo studioso propone un’utile pista di ricerca, finora scarsamente considerata: lo studio della ricezione dei Carmina minora dagli autori successivi a Ildeberto; se è vero che la sua fortuna è legata principalmente all’uso che dei suoi componimenti venne fatto nelle scuole, questo aspetto potrebbe costituire una preziosa fonte di informazione da usare in maniera ausiliare a uno studio condotto sui dati della tradizione manoscritta. Questa ricerca può essere opportunamente integrata da quella che si rivolge ai tratti inerenti alla costruzione poetica (tipo di cesure, tendenza all’uso di rime, predilezione di particolari figure retoriche, ecc.).
Elenco dei manoscritti usati da Scott per l’edizione critica dei Carmina minora con le rispettive sigle:
- A – Paris, Bibliothèque Nationale de France, lat. 7596 A (sec. XII)
- B – Paris, Paris, Bibliothèque Nationale de France, lat. 14194 (sec. XXII-XVII)
- C – London, British Library, Cotton Cleopatra C. X (sec. XII)
- D – Dublin, Trinity College, 184 (B.2.17) (sec. XII)
- E – Paris, Bibliothèque Nationale de France, lat. 14867 (sec. XII)
- F – Troyes, Médiathèque du Grand Troyes (olim Bibliothèque Municipale), Fonds ancien 787 (sec. XIII)
- G – Wien, Österreichische Nationalbibliothek, 2521 (sec. XII)
- H – London, British Museum, Harley, 2621
- He – Hereford, Cathedral Library, P.I.15 (sec. XII med. – seconda metà)
- I – Berlin, Staatsbibliothek zu Berlin - Preußischer Kulturbesitz, Phillipps 1694 (Rose 180) (sec. XII-XIII)
- K – London, British Library, Add. 24199
- Ko – København, Universitetsbibliotek, Fabric. 81
- L – Oxford, Bodleian Library, Laud lat. 86 (S.C. 654) (sec. XII)
- M – Oxford, Bodleian Library, Rawlinson G. 109 (S.C. 15479) (sec. XII ex. – XIII in.)
- N – Paris, Bibliothèque Nationale de France, lat. 3761
- P – München, Bayerische Staatsbibliothek, Clm 14703 (1467)
- R – Zürich, Zentralbibliothek, C 58 (olim 275; cat. 88) (sec. XII ex.-XIII in.)
- T – Tours, Bibliothèque Municipale, 890 (sec. XII ultimo quarto, distrutto nel 1940)
- Z – Paris, Bibliothèque Nationale de France, Collection Baluze 120 (post 1666)

#### Diversorum Sacrae Scripturae locorum applicatio moralis(oEpigrammata biblica)
Gli Epigrammata biblica (431 versi) sono autentici solo in parte.Una loro edizione critica è stata pubblicata da A.B. Scott, D.F. Baker e A.G. Rigg nel 1985, sempre sulla base dei precedenti studi e criteri adottati da Wilmart nel saggio del 1936. È difficile individuare una fonte esegetica specifica per gli epigrammi biblici di Ildeberto, in gran parte perché nell'XI secolo esisteva un gran numero di commentari ricchi di interpretazioni allegoriche delle scritture: nel momento in cui furono composti gli epigrammata, dunque, l’autore avrebbe potuto trovare le stesse interpretazioni esegetiche in un gran numero di luoghi. Tuttavia, mentre molte delle allegorie presenti nei componimenti di Ildeberto possono essere riscontrate anche nelle opere di Beda, Alcuino e Isidoro, uno sguardo attento alle sue fonti rivela che la maggior parte delle interpretazioni può essere fatta risalire alle opere di Gregorio Magno o a quelle di Rabano Mauro. Di contro, rimane difficile stabilire se Ildeberto abbia utilizzato le opere di entrambi o solo di uno di questi due autori (dal momento che molte delle interpretazioni di Rabano sono riprese letteralmente da Gregorio, ma ci sono almeno 24 epigrammi che hanno come fonte esclusiva l’opera di Gregorio).

#### Tractatus de querimonia et conflictus spiritus et carnis
Il Tractatus de querimonia et conflictus spiritus et carnis è un dialogo che appartiene al genere dell'altercatio, in forma di prosimetro boeziano, ma ricco di reminiscenze bibliche ed agostiniane, fondate sul contrasto tra la carne e l’anima.

#### Versus de mysterio missae
Il De mysterio missae (321 distici), contiene interpretazioni allegoriche relative alle varie sezioni della Messa condotte in chiave perfettamente ortodossa.

### Opere agiografiche

#### Vita beatae Mariae Aegypticae
Ildeberto ha composto una vita di santa Maria Egiziaca (BHL 5419-20) in 902 esametri leonini.

#### Vita sanctae Radegundis reginae
La Vita sanctae Radegundis (BHL 7051) è una biografia di santa Radegonda, celebre regina dei Franchi.

#### Vita sancti Hugonis Cluniacensis
È ildebertiana anche una biografia di san Ugo (BHL 4010), abate di Cluny.

### Opere dubbie
- Il Carmen in libros Regum (663 distici elegiaci) è una parafrasi dei libri dell’Antico Testamento[43].
- Il poemetto De Machabaeis (478 esametri leonini) è una rielaborazione in versi di episodi dai libri biblici relativi e intesse complessi rapporti con un altro poemetto di argomento analogo, i Certamina (o Carmina) septem fratrum Machabaeorum. Sono entrambi attribuiti, con scarso fondamento, anche a Marbodo di Rennes[44].
- Il De ordine mundi (599 esametri leonini) e il De ornatu mundi (90 distici elegiaci) sono due descrizioni attinte alla Sacra Scrittura. Nella prima opera vengono parafrasati e riassunti i principali avvenimenti biblici dalla creazione di Adamo fino all’ascensione di Cristo; nella seconda l’autore descrive la bellezza dell’universo e del paradiso terrestre[45].
- Il De inventione sanctae crucis o Passio Iudae è la rielaborazione in versi di una passio in prosa contenente anche la leggenda del ritrovamento della Croce da parte di Elena, madre di Costantino[46].
- I Versus de sancto Vincentio sarebbero una rielaborazione in esametri della materia della Passio sancti Vincenti (quinto inno del Peristephanon Liber) di Prudenzio[47].
- Il Liber de expositione missae[48]
- La Lamentatio peccatricis animae presenta l’atto di pentimento di un morente che si affida alla pietà di Dio[49].
- La Moralis philosophia de honesto et utili riporta anche altre due attribuzioni: una a Gualtiero di Châtillon e l’altra a Guglielmo di Conches[50].
- Il Libellus de quattuor virtutibus vitae honestae è in distici elegiaci ed è suddiviso secondo le quattro virtù[51].
- De operibus sex dierum
- Tractatus theologicus
- Tractatus brevis de sacramento altaris
- Liber de sacra eucharistia
- In primum caput Ecclesiastes

### Opere spurie
- Il De nummo è un poemetto di stampo satirico contro il dilagante e corruttore potere del denaro: conosciuto in passato anche come Versus Cynomanensis episcopi de nummo, fu assegnato a Ildeberto dai primi editori settecenteschi e ottocenteschi e, in seguito, anche da parte della critica novecentesca. Tuttavia, tale attribuzione del poemetto (che oggi viene chiamato Quid suum virtutis dal suo incipit) non convince più gli studiosi[52].
- Il Libellus inscriptionum Christianarum raccoglie un numero vario di epigrammi e di altre poesie di argomento religioso.
- Il Mathematicus sive Patricida è la prima “tragedia” latina medievale a noi giunta, oggi pressoché concordemente assegnata a Bernardo Silvestre[53].
- La Passio sanctae Agnetis, erroneamente attribuita a Ildeberto, è in realtà un’opera di Pietro Riga.
- Il Physiologus metrico è un’opera di un certo Teobaldo (o Tebaldo)[54].
- Il Querulus è stato attribuito ad Ildeberto da Anna Masera nel 1991, ma la sua proposta ha suscitato forti critiche[55].
- I Versus de sancta Susanna sono un componimento anonimo, di argomento biblico.
- La Vita Mahumeti è un’opera di Embrico di Magonza, vescovo di Augusta[56].

### Edizioni
- A. Beaugendre, Venerabilis Hildeberti primo Cenomanensis episcopi, deinde Turonensis archiepiscopi, opera omnia tam edita quam inedita. Accesserunt Marbodi Redonensis episcopi, ipsius Hildeberti supparis opuscula, Parisiis, 1708.
- J.J Bourassé, Venerabilis Hildeberti primo Cenomanensis episcopi, deinde Turonensis archiepiscopi, opera omnia tam edita quam inedita. Accesserunt Marbodi Redonensis episcopi, ipsius Hildeberti supparis opuscula. De novo edita cum notis et quam plurimis additis genuinis operibus, e cod. mss. erutis cura et studio J.J. Bourassé, Parisiis, 1854 (= J.P. Migne, PL 171).
- B. Hauréau, Les mélanges poétiques d’Hildebert de Lavardin, Paris, 1882
- A. Dieudonné, Hildebert de Lavardin, évêque du Mans, archevêque de Tours (1056-1133). Sa vie, ses lettres Paris, 1898.
- HILDEBERTUS, Carmina minora, rec. A.B. Scott, Leipzig, 1969.
- A.B. Scott, D.F. Baker, A.G. Rigg, The “Biblical epigrams” of Hildebert of Le Mans: a critical edition, «Medieval Studies», 47 (1985), pp. 272-316.
- HILDEBERTUS, Carmina minora, rec. A.B. Scott, 2 ed., Monachii et Lipsiae, 2001.
- HILDEBERTUS, Vita beatae Mariae Egiptiacae, ed. N.B. Larsen, Turnhout, 2004.
- P. Orth, Hildeberts Prosimetrum “De Querimonia” und die Gedichte eines Anonymus. untersuchungen und kritische Editionen, Wien, 2000.

### Traduzioni
- Hildebert de Lavardin, Vie de sainte Marie l'Égyptienne, ed. C. Munier, Turnhout, 2007.